# Carolina van Denemarken

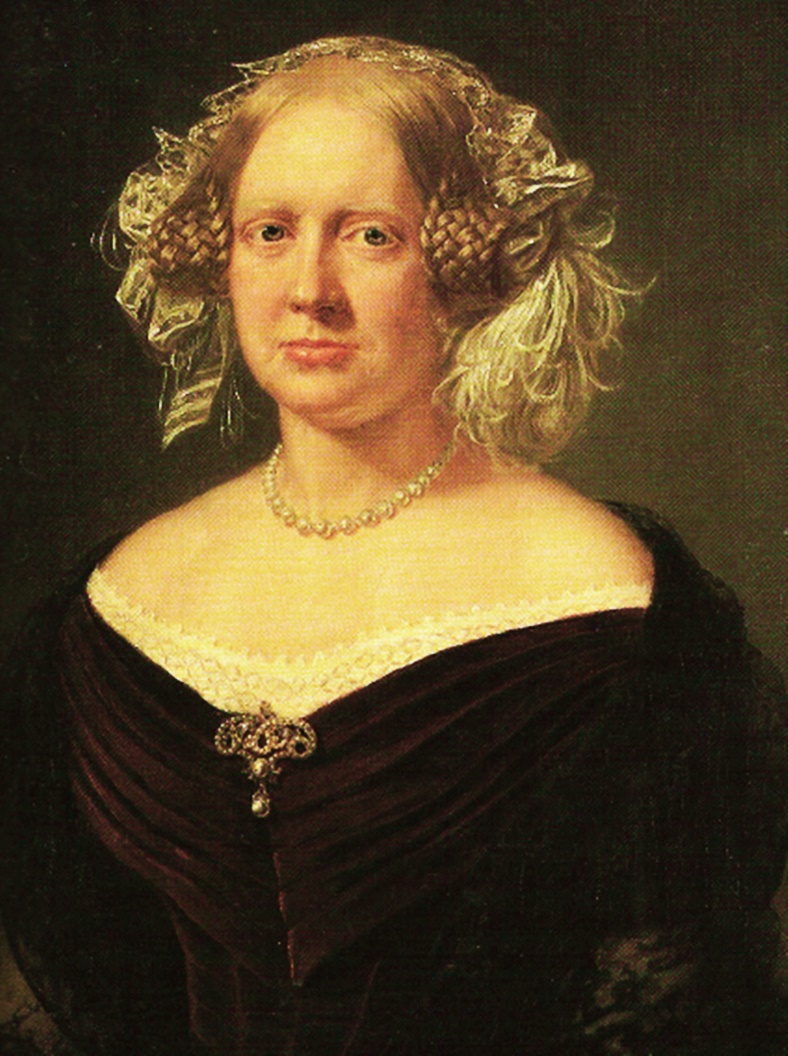
Carolina van Denemarken

Carolina van Oldenburg (Kopenhagen, 28 oktober 1793 - aldaar, 31 maart 1881) was een dochter van Frederik VI van Denemarken en van Marie Sophie Frederika van Hessen-Kassel. Zij huwde in 1829 met Frederik Ferdinand, jongste zoon van kroonprins Frederik van Denemarken (1753-1805). Het huwelijk bleef kinderloos.

## Bron
- Deense biografische Lexikon